# Les Tavernes
Les Tavernes (toponimo francese) è una frazione di 130 abitanti del comune svizzero di Oron, nel Canton Vaud (distretto di Lavaux-Oron).

## Storia

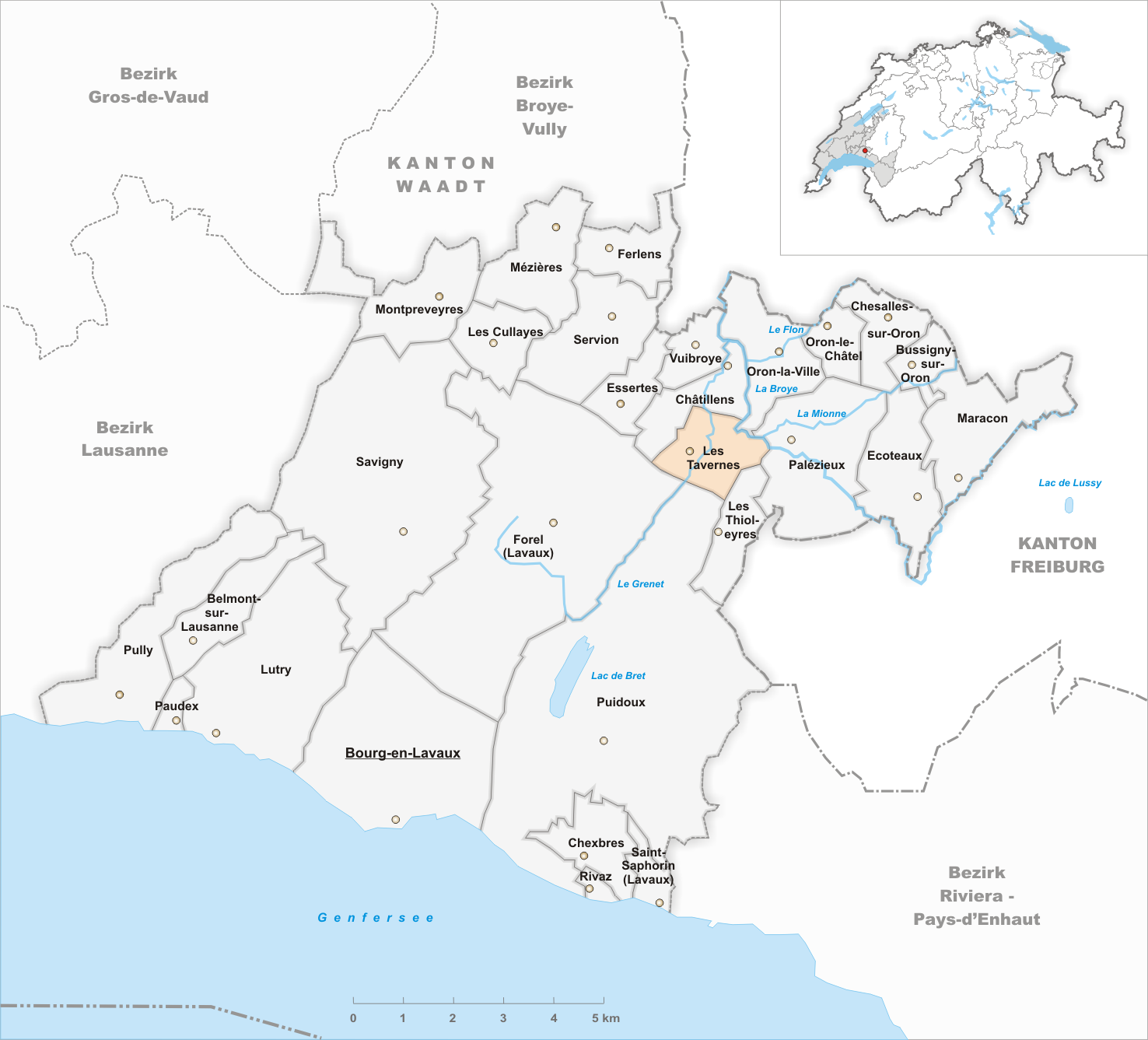
Il territorio del comune di Les Tavernes prima degli accorpamenti comunali del 2012

Già comune autonomo istituito nel 1814 per scorporo da quello di Châtillens, si estendeva per 2,29 km² e comprendeva anche le frazioni di Au Raffort, Haut Crêt, La Dause, Le Saley e Les Carboles. Nel 2012 è stato accorpato agli altri comuni soppressi di Bussigny-sur-Oron, Châtillens, Chesalles-sur-Oron, Ecoteaux, Oron-la-Ville, Oron-le-Châtel, Palézieux, Les Thioleyres e Vuibroye per formare il nuovo comune di Oron.

## Monumenti e luoghi d'interesse

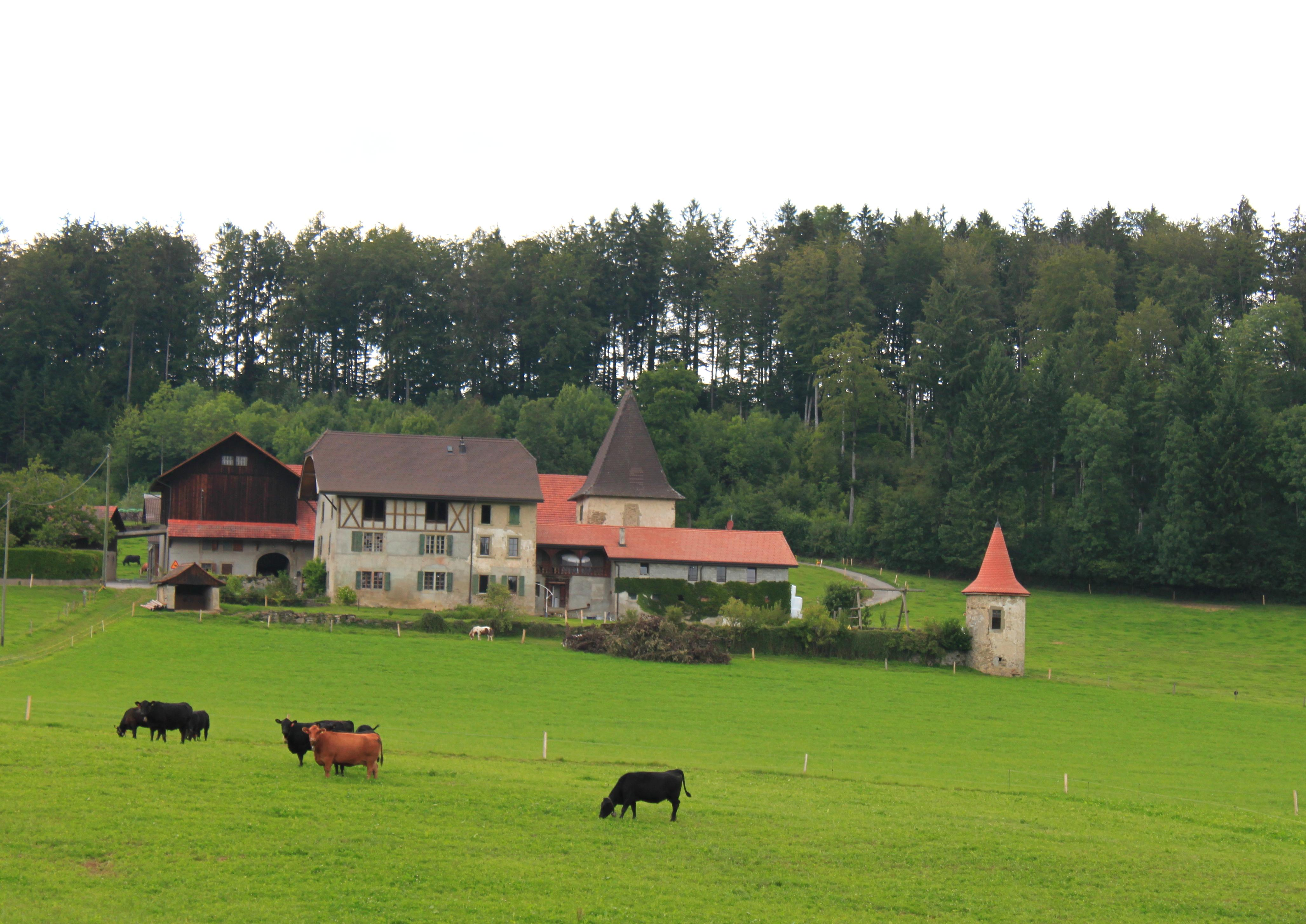
L'abbazia di Hautcrêt

- Abbazia di Hautcrêt, fondata nel 1134[2].

## Società

### Evoluzione demografica
L'evoluzione demografica è riportata nella seguente tabella:
Abitanti censiti

## Amministrazione
Ogni famiglia originaria del luogo fa parte del cosiddetto comune patriziale e ha la responsabilità della manutenzione di ogni bene ricadente all'interno dei confini della frazione.